# Jan Wolkers

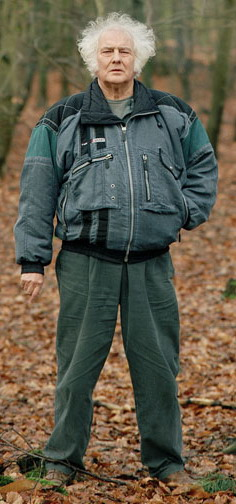
Jan Wolkers, 1995

Jan Hendrik Wolkers (* 26. Oktober 1925 in Oegstgeest; † 19. Oktober 2007 in Westermient auf Texel) war ein niederländischer Schriftsteller und Künstler. Für die niederländische Nachkriegsliteratur wurde er als einer von De Grote Vier (Die großen Vier) bezeichnet. De Grote Vier bestehen aus Willem Frederik Hermans, Harry Mulisch, Gerard Reve und Jan Wolkers.

## Leben
Seit 1980 wohnte Wolkers in Westermient auf der Insel Texel. Seine Kunstobjekte wurden oft Opfer von Vandalismus. Beispiele davon sind das Auschwitz-Monument in Amsterdam und das Monument auf dem Deich bei Ceres auf Texel. Vermutlich spielte dabei eine Rolle, dass Wolkers viel mit Glas arbeitete. Als Reaktion auf die Vernichtung des Monuments bei Ceres 2003 gab Wolkers bekannt, dass er zukünftig weniger Glas und stattdessen mehr Stahl verwenden werde. Das Jac. P. Thijsse-Monument in einem Weiher in Den Burg auf Texel enthält tatsächlich mehr Stahl, auch wenn Glas immer noch viel Raum in dem Kunstwerk einnimmt.
Seine in Deutschland bekanntesten literarischen Arbeiten sind der Roman Terug naar Oegstgeest, der von Theo van Gogh verfilmt wurde, sowie die Romane De Kus und Turks Fruit (dt. Türkische Früchte), dessen Verfilmung 1973 durch Paul Verhoeven für einen Oscar nominiert und 1999 als Bester niederländischer Film des Jahrhunderts ausgezeichnet wurde.

## Werke
- Terug naar Oegstgeest (Roman, 1. Aufl. 1965) ISBN 90-290-9065-0, ISBN 90-290-7704-2, ISBN 978-90-290-8307-2
- Zurück nach Oegstgeest (Terug naar Oegstgeest, dt.) 1. dt. Aufl. 1979 ISBN 3-88097-126-9, Tb.-Ausg. 1981 ISBN 3-499-14787-4
- Turks fruit (Roman, 1. Aufl. 1969) ISBN 978-94-6092-681-5. Deutsch von Siegfried Mrotzek 1975 unter dem Titel Türkische Früchte; Neuübersetzung 2012 von Rosemarie Still unter dem Titel Türkischer Honig, Alexander Verlag Berlin, ISBN 978-3-89581-279-8
- Zomerhitte (Roman, 2005) (2007/2008 verfilmt mit Sophie Hilbrand und Waldemar Torenstra in den Hauptrollen)  (Boekenweekgeschenk, 2005); Sommerhitze, aus dem Niederländischen von Ulrich Faure, Wuppertal: Arco, 2023, ISBN 978-3-96587-037-6
- Amerikanisch kurz (Roman, 2016). Deutsch von Rosemarie Still, Alexander Verlag Berlin, ISBN 978-3-89581-421-1